# フランク・ウェストン・ベンソン
フランク・ウェストン・ベンソン（英語: Frank Weston Benson、通常 Frank W. Bensonで呼ばれる、1862年3月24日 - 1951年11月15日）は、アメリカ合衆国の画家である。アメリカ合衆国における印象派の画家の一人とされる。

## 略歴
マサチューセッツ州のセイラムで生まれた。父親は裕福な綿を扱う商人であった。弟に画家となったジョン・プレンティス・ベンソン(John Prentiss Benson:1865–1947)がいる。
1880年からボストン美術館の付属美術学校(School of the Museum of Fine Arts)で美術を学び始め、後に美術家のグループ「テン・アメリカン・ペインターズ（通称:The Ten）」にともに参加することになるロバート・ルイス・リード(1862-1929)やエドモンド・チャールズ・ターベル(1862-1938)といった学生と親しくなった。ジョセフ・リンドン・スミス（Joseph Lindon Smith:1863–1950)とも知り合った。1883年にターベル、スミスとパリに留学し、アカデミー・ジュリアンでジュール・ジョゼフ・ルフェーブルやギュスターヴ・ブーランジェに学んだ。パリではフランスの印象派の画家の影響を受けるとともに、17世紀オランダのフェルメールの作品にも影響を受けた。
1886年からメイン州ポートランドで美術教師を始め、1889年にボストンの母校で教え始め、翌年絵画部門のリーダーとなった。
1897年に、ジョン・ヘンリー・トワックトマン、ジュリアン・オールデン・ウィアー、フレデリック・チャイルド・ハッサムらと設立した美術家グループ「テン・アメリカン・ペインターズ」に参加した。
アメリカ議会図書館のフレスコ画も描いた。
印象派の画風の人物画を多く描き、代表作に「Eleanor」などがある。

## 作品

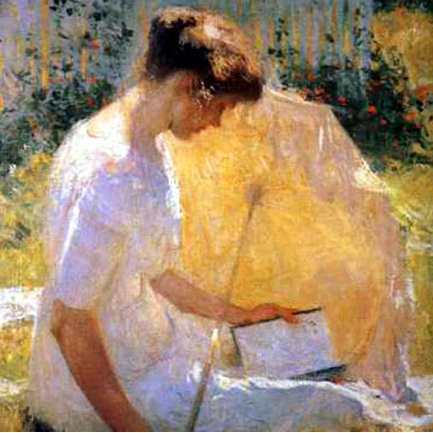
The Reader, ca. 1910
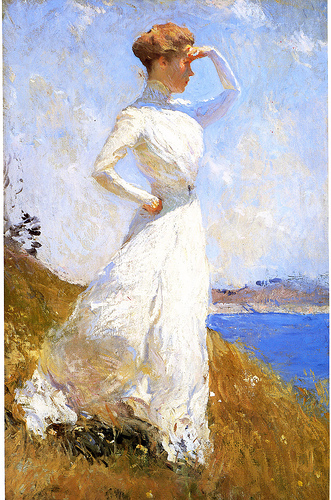
Summer, 1909
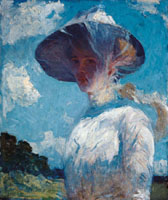
Study for Young Girl with a Veil, 1912
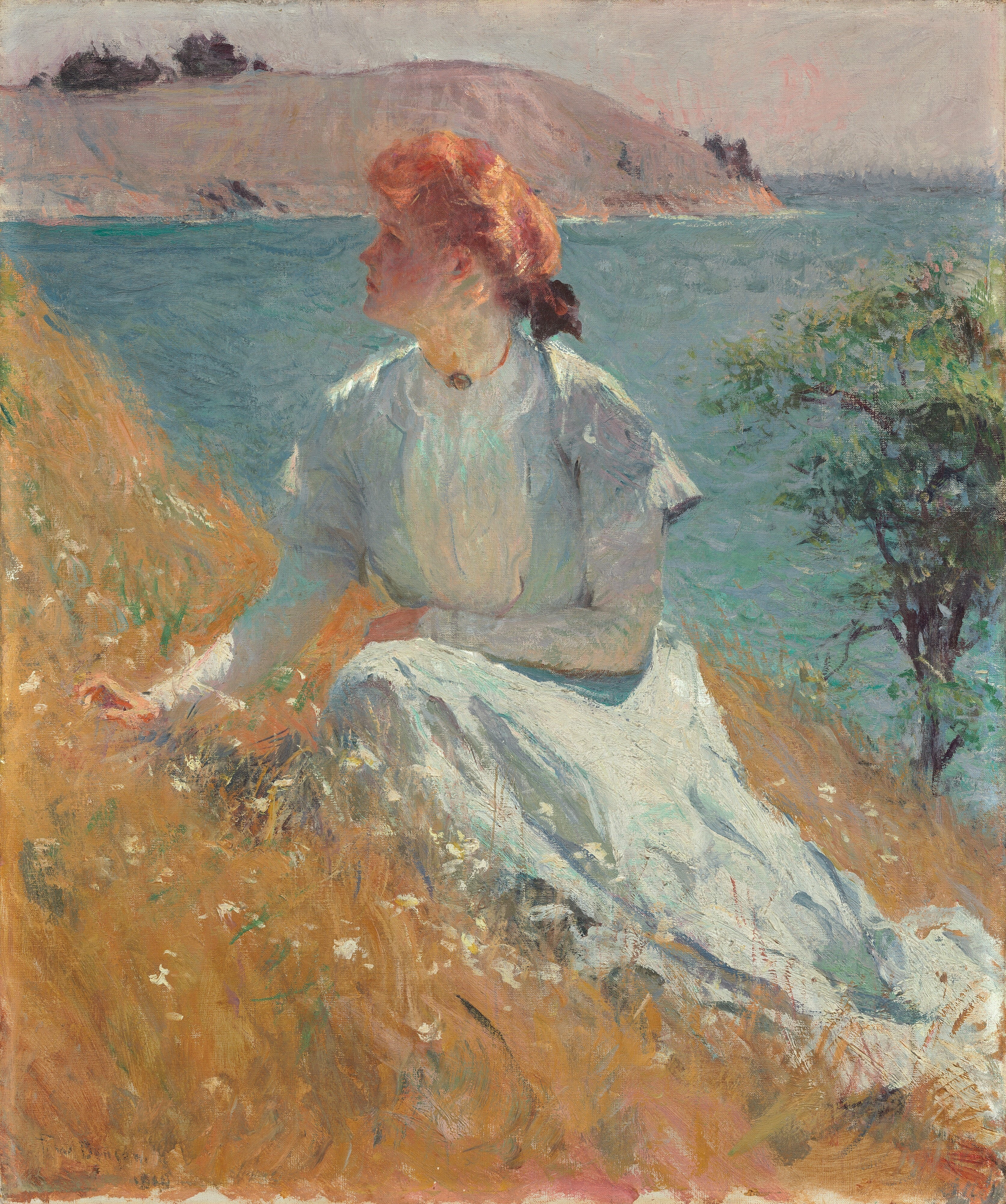
Margaret Gretchen Strong, 1909

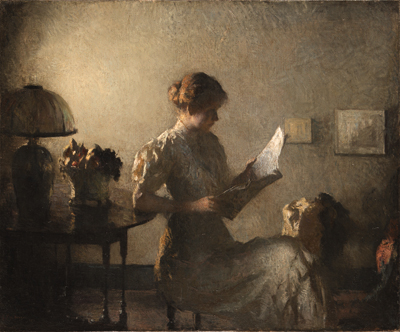
The Grey Room, 1913
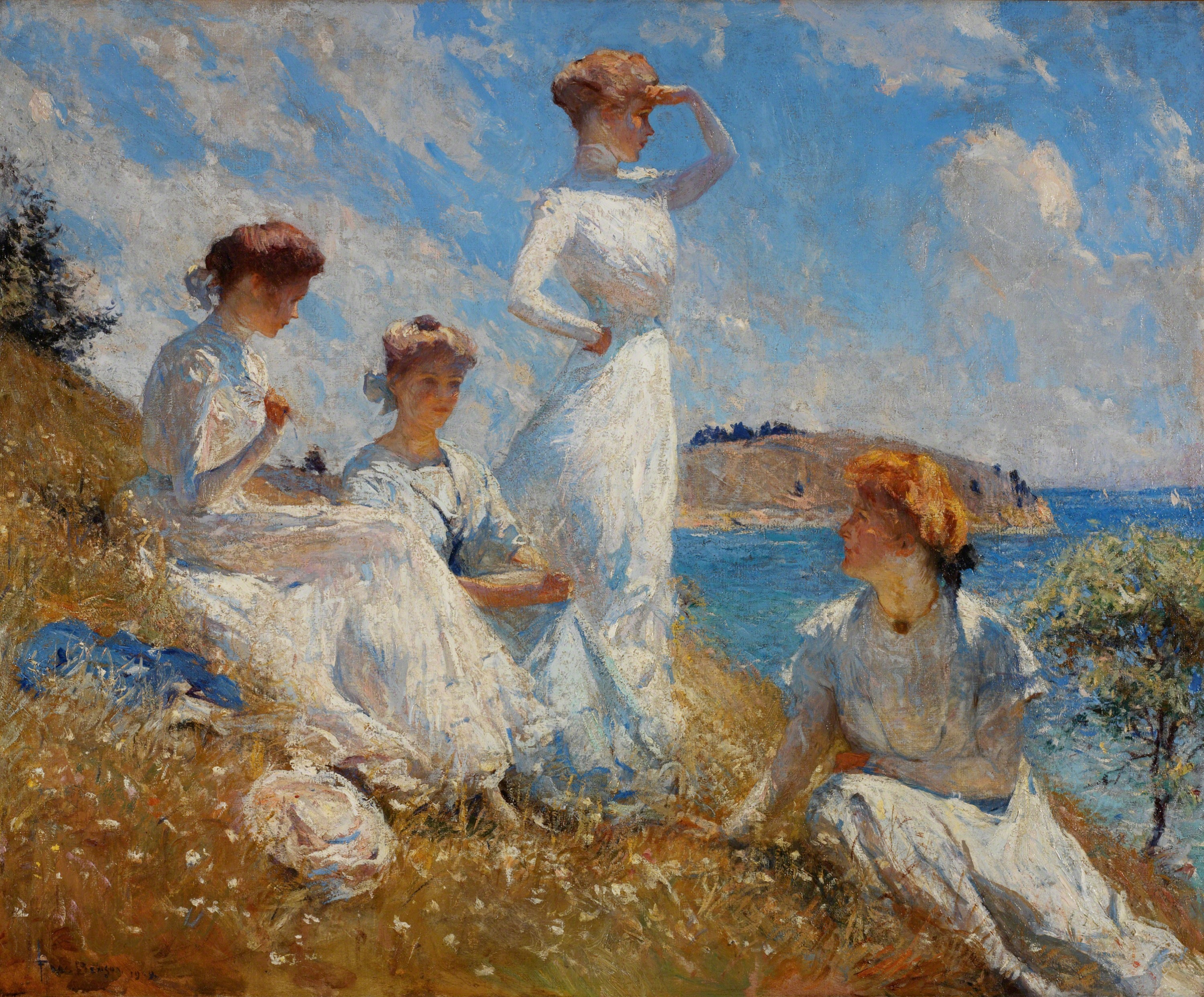
Summer,1909
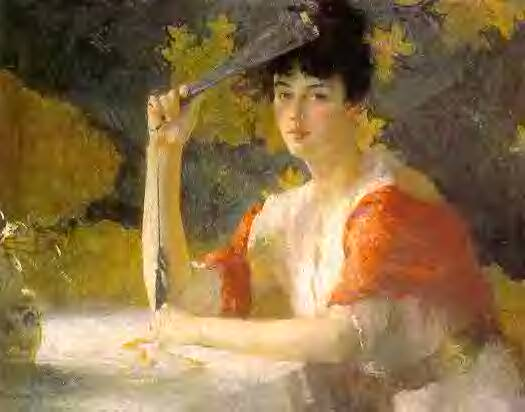
Red and Gold, 1915
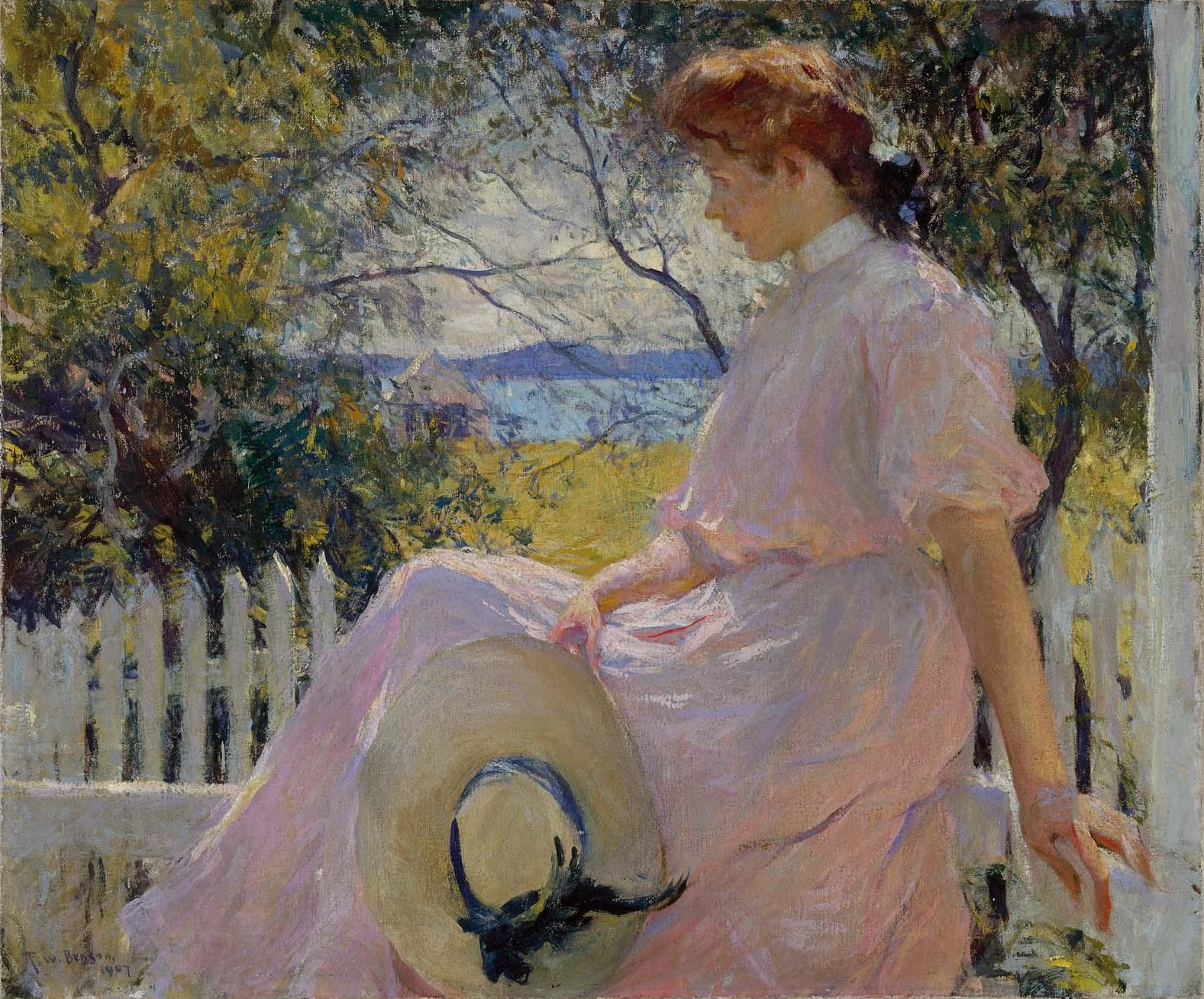
Eleanor, 1907